# Середньоазійські володіння Російської імперії
| Уральська область     | Тургайська область      |
| Акмолинська область   | Семипалатинська область |
| Семиріченська область | Сирдар'їнська область   |
| Самаркандська область | Ферганська область      |
| Хівинське ханство     | Бухарський емірат       |
| Закаспійська область  |                         |

Семипалатинська область

Середньоазійські володіння Російської імперії — під цією назвою зазвичай розуміють територію сучасних Казахстану, Киргизстану, Таджикистану, Туркменістану, Узбекистану, яка входила до складу Російської імперії як області, а саме Уральську, Тургайську, Акмолинську, Семипалатинську, Семиріченську, Ферганську, Сирдар'їнську, Самаркандську та Закаспійську області, а також зберегли той чи інший ступінь автономії Бухарський емірат та Хівинське ханство. У цих межах Середньоазійські володіння включали до свого складу 3 501 510 км² (3 076 628 квадратних верст) із 7 721 684 жителями (1897). Іноді Семипалатинську та Акмолинську області приписували до Сибіру.
Експансія Росії в Середній Азії упродовж XIX століття зустрічала спротив (дипломатичний та інший невійськовий) з боку найбільшої колоніальної держави — Англії, яка розглядала російську колонізацію регіону як потенційну загрозу своєму пануванню в Індії.

## Історія
Перші контакти російської держави із середньоазійськими державами належать до XVI століття. 1589 року дружби з Москвою домагався бухарський хан, який бажав установлення з нею торгових відносин. Від часів царя Михайла Федоровича росіяни почали відряджати до Середньої Азії послів з метою відкриття ринків для своїх купців; так, 1620 року був відряджений до Бухари Іван Данилович Хохлов; 1669 року — до Хіви — Федотов й до Бухари — два брати Пазухіних; 1675 року до Бухари — Василь Даудов. Ці посольства не мали реальних політичних результатів, але сприяли розширенню відомостей про Середню Азію, які увійшли до «Книги Великого Креслення».
1700 року до Петра I прибув посол від хівинського хана Шахідаза, який прохав прийняти його в російське підданство. У 1713–1714 роках відбулось дві експедиції: до Малої Бухарії — Бухгольца й до Хіви — Бековича-Черкаського. 1718 року Петро I відрядив до Бухари Флоріо Беневіні, який повернувся 1725 року й доставив багато відомостей про Середню Азію. Спроби Петра I затвердитись у цій країні не мали успіху. Та все ж, якщо похід Бековича-Черкаського в Хіву був цілковито провальним (з 4-тисячного загону повернулись лише кілька десятків яїцьких козаків, решту було вбито чи взято у полон), то в результаті експедицій Бухгольца Приіртишшя та Алтай опинились у володінні Росії. До часу розгрому Китайською імперією у 1755—1758 роках Джунгарського ханства, з майже повним винищенням його населення, Росія вже мала Іртиську й Коливано-Кузнецьку військові лінії, які перешкоджали китайській експансії.
Після Петра I до початку XIX століття російський уряд обмежувався відносинами з підвладними казахами.

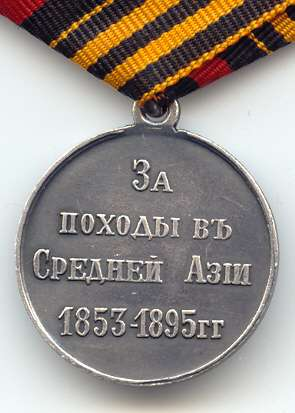
Медаль За походи в Середній Азії

1801 року Павло I вирішив підтримати ідею Наполеона Бонапарта щодо спільного походу в Індію. Точно невідомі завдання, які перед собою ставив Павло, та все ж у січні 1801 загін козаків чисельністю близько 20 тисяч чоловік з артилерією виступив у похід під командуванням отамана Платова. До березня загін дістався верхів'я Іргіза (околиця Саратовської губернії). Тут їх застала звістка про смерть Павла I й наказ нового царя Олександра I про негайне повернення.
1819 року до Хіви був відряджений Микола Муравйов, який написав «Подорож до Туркменії та Хіви» (М., 1822), що й було єдиним результатом його посольства.
1841 року, після того, як аванпости англійців, що воювали з Афганістаном, наблизились до лівого берега Амудар'ї, з Росії, на запрошення бухарського еміра, була відряджена до Бухари політико-наукова місія, що складалася з гірського інженера Бутенєва (начальник), орієнталіста Ханикова, натураліста Лемана та інших. Ця місія, відома під назвою Бухарської експедиції 1841 року, у політичному сенсі не досягла жодних результатів, однак її учасники видали кілька цінних природничо-історичних та географічних праць про Бухару, серед яких виділявся «Опис Бухарського ханства» Миколи Ханикова.
1859 року в Бухарі перебував полковник граф Микола Ігнатьєв.

### Приєднання Казахських жузів
У XVI столітті кордони Росії впритул наблизилися до володінь казахських родів. У безпосередній близькості розвивались російські міста: Тюмень, Тобольськ, Томськ. Поступово почали збільшуватись обсяги торгівлі, та посилюватись вплив Російської імперії на казахські землі. Територією Казахського ханства проходили важливі сухопутні караванні шляхи до Середньої Азії. Росія прагнула убезпечити транзитні торгові шляхи до Середньої Азії та інших країн Сходу. Тому російський уряд приділяв увагу політичній ситуації в казахських степах.
Ще 1717 року окремі правителі казахів, враховуючи реальну загрозу з боку зовнішніх супротивників, звернулись до Петра I з проханням щодо підданства. Імператор на той час не наважився на втручання до «казахських справ». Але уздовж казахських володінь було створено лінію військових укріплень, які у подальшому стали містами: Омськ (1716), Семипалатинськ(1718), Усть-Каменогорськ (1720), Орськ (1735). Традиційно, для охорони знову організованої прикордонної лінії залучались козаки, було організовано Сибірське козацьке військо.
На початку XVIII століття Казахське ханство було політично роздробленою країною. Казахські племена були об'єднані в три утворення — жузи: Старший, Середній та Молодший. За словами Чокана Валіханова: «… перше десятиліття XVIII століття було жахливим часом у житті казахського народу. Джунгари, волзькі калмики, яїцькі козаки й башкири з різних боків громили їхні улуси, відганяли худобу та уводили в полон цілими родинами». Зі сходу серйозну небезпеку становило Джунгарське ханство. З півдня Казахському ханству загрожували Хіва та Бухара. Складна політична обстановка всередині ханства й невпинні внутрішні конфлікти значно послаблювали Казахське ханство. 1723 року джунгарські племена вкотре напали на послаблені й розрізнені казахські жузи. Цей рік увійшов до історії казахів, як «велика біда».
1730 року хан Молодшого жуза Абулхаїр звернувся до російського уряду із пропозицією військового союзу. Її було відхилено і замість цього запропоновано прийняти покровительство (протекторат) Росії. 19 лютого 1731 року імператриця Анна Іоанівна підписала грамоту про добровільне входження Молодшого жуза до складу Російської імперії. 10 жовтня 1731 року Абулхаїр та більшість старшин Молодшого жуза уклали угоду та склали клятву щодо непорушності угоди.
Хоча у ті часи Середній жуз, на чолі якого стояв хан Аблай, був набагато менше зв'язаний із Росією, а Старший жуз перебував під владою джунгарів і кокандського хана, сепаратна угода хана Абулхаїра поклала початок впливу Росії на життя казахів, який постійно зростав. 1740 року Середній жуз перейшов під протекторат Росії. У 1741–1742 роках джунгарські війська знову вторглись до Середнього та Молодшого жузів, але втручання російської прикордонної влади змусило їх відступити. Сам хан Аблай потрапив у полон до джунгарів, проте за рік був звільнений за посередництва оренбурзького губернатора Івана Неплюєва. В результаті послаблення влади казахських ханів й віддаленості нових регіонів Росії, частина земель Середнього жуза, який формально перейшов під покровительство Росії, а також землі Старшого жуза наприкінці XVIII століття потрапили під владу кокандських ханів.
1787 року частині казахських родів Молодшого жуза, яких утискали хівинці, було дозволено перетнути Урал й кочувати у Заволжі. Це рішення офіційно закріпив імператор Павло I 1801 року, коли із 7500 казахських родин було утворено васальну Букеєвську (Внутрішню) Орду на чолі з султаном Букеєм.
1818 року кілька родів Старшого жуза оголосили про вступ під покровительство Росії. Упродовж наступних 30 років, де під тиском, де добровільно більшість родів Старшого жуза оголосили про прийняття російського підданства. 1822 року імператор Олександр I видав указ про запровадження розробленого Михайлом Сперанським «Статуту про сибірських киргизів», яким було ліквідовано ханську владу в казахських жузах (за винятком Букеєвської орди, де ханство ліквідовано Миколою I 1845 року). Незважаючи на це, Росі тривалий час управляла казахськими жузами через Колегію закордонних справ; представники казахських жузів, які прибували до Росії, називались послами.
Для забезпечення російської присутності на казахських землях були зведені: на східному березі Каспійського моря — Новопетрівське укріплення (нині Форт-Шевченко — 1846), у північно-західному степу Казахстану — Уральське (нині Іргіз — 1846) й Оренбурзьке (нині Тургай — 1846) укріплення, в районі Аральського моря — Раймське (1847) та поблизу підніжжя Джунгарського Алатау — Канальське (1848) укріплення. 1854 року було закладено укріплення Вєрноє (нині місто Алма-Ата).
Тільки після розгрому Кокандського ханства у 1867–1868 роках Олександр II підписав «Положення про управління Семиріченською та Сирдар'їнською областями» й «Положення про управління Тургайською, Уральською, Акмолинською та Семипалатинською областями». Букеєвська орда відійшла до складу Астраханської губернії. На відвойованій у Коканда території Семиріччя організовано Семиріченське козацьке військо з козаків, яких перевели туди з Сибіру. Козацькі поселення на завойованих територіях розглядались царським урядом, як засіб гарантії утримання регіону.
1882 року замість Західносибірського генерал-губернаторства з областей Акмолинської, Семипалатинської й Семиріченської утворено Степове генерал-губернаторство.

### ПриєднанняКокандського ханства

Прапор Кокандського ханства

1839 року в зв'язку з постійними нападами кокандців на казахів — російських підданих, почались військові дії Росії в Середній Азії. 1850 року було здійснено експедицію за річку Ілі з метою зруйнувати укріплення Тойчубек, що слугувало опорним пунктом для кокандського хана, проте заволодіти ним удалось тільки 1851 року, а 1854 на річці Алмати (нині Алматинка) зведено укріплення Вєрноє, й весь Заілійський край увійшов до складу Росії. З метою подальшого укріплення кордону, оренбурзький військовий губернатор Обручєв збудував 1847 року укріплення Раїм (у подальшому Аральське) поблизу гирла Сирдар'ї та запропонував зайняти Ак-Мечеть. 1852 року, за ініціативою нового оренбурзького губернатора Перовського, полковник Бларамберг із загоном у 500 чоловік, зруйнував дві кокандські фортеці Кумиш-Курган та Чим-курган і штурмував Ак-Мечеть, комендантом якої був відомий у подальшому властитель Кашгарії Якуб-бек, але був відбитий.

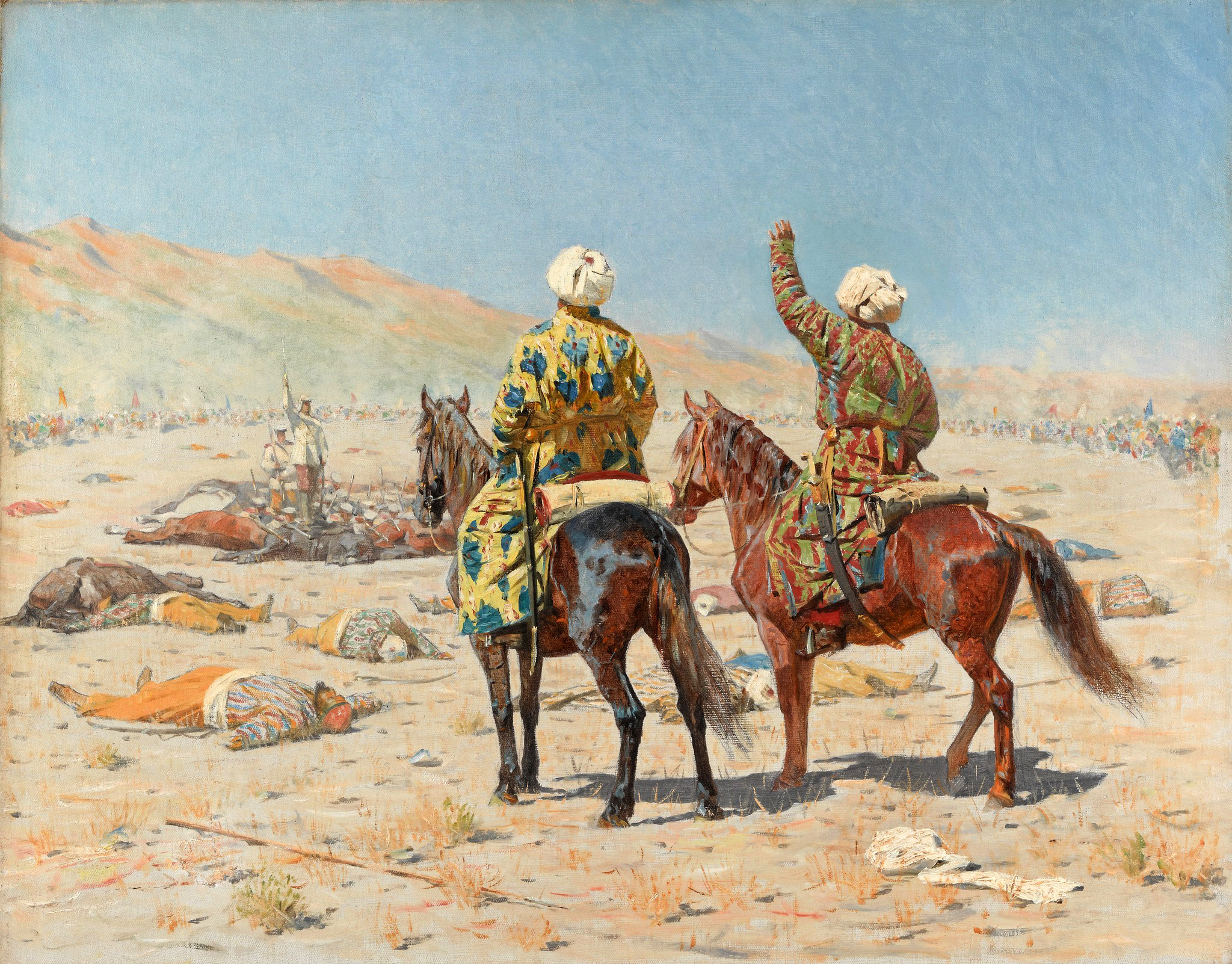
Парламентери (картина Василя Верещагіна)

1853 року Перовський особисто із загоном у 2767 чоловік при 12 гарматах вирушив на Ак-Мечеть, де було 300 кокандців при 3 гарматах, і 27 липня узяв її штурмом; Ак-Мечеть невдовзі було перейменовано на Форт-Перовський. Того ж 1853 року кокандці двічі намагались відбити Ак-Мечеть, проте 24 серпня військовий старшина Бородін з 275 людьми при 3 гарматах розсіяв при Кум-суаті 7000 кокандців, а 14 грудня майор Шкуп з 550 людьми при 4 гарматах, розбив на лівому березі Сирдар'ї 13000 кокандців, які мали 17 мідних гармат. Після цього вздовж нижньої течії Сирдар'ї було зведено ряд укріплень (Сирдар'їнська лінія: Казалінськ, Карамакчі, з 1861 року Джулек).
1860 року західносибірське начальство спорядило під начальством полковника Циммермана невеликий загін, який зруйнував кокандські укріплення Пішпек і Токмак. Кокандське ханство оголосило священну війну (газават) і в жовтні 1860 року зосередились в числі 20000 чоловік поблизу укріплення Узун-Агач (56 верст від Вєрного), де були розбиті полковником Ковпаківським (3 роти, 4 сотні й 4 гармати), який узяв потім і відновлений кокандцями Пішпек, де цього разу був залишений російський гарнізон; у цей самий час були зайняті й невеликі фортеці Токмак і Кастек.

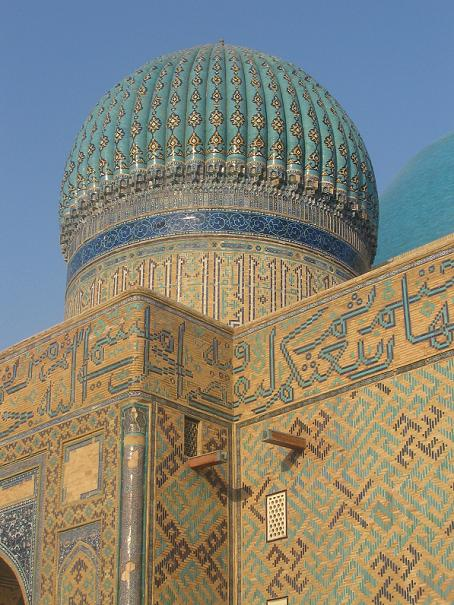
Мавзолей Ходжі Ахмеда Яссаві в Туркестані

Облаштуванням мережі укріплень з боку Оренбурга уздовж нижньої течії Сирдар'ї, а з боку західного Сибіру вздовж Алатау, російський кордон поступово замикався, але в той час величезний простір близько 650 верст залишався ще незайнятим і слугував ніби брамою для набігів у казахський степ.
1864 року було вирішено, що два загони, один із Оренбурга, інший із західного Сибіру, вирушать назустріч один одному, оренбурзький — вгору по Сирдар'ї на місто Туркестан, а західносибірський — уздовж Олександрівського хребта. Західносибірський загін, 2500 чоловік, під начальством полковника Черняєва, вийшов з Вєрного, 5 червня 1864 року взяв штурмом фортецю Ауліє-ата, а оренбурзький, 1200 чоловік, під начальством полковника Верьовкіна, вирушив з Форту-Перовського на місто Туркестан, який було взято за допомогою траншейних робіт 12 червня.
Один з епізодів бойових дій після взяття Туркестана набув відомості як Іканська справа. 4 грудня 1864 року комендант Туркестана полковник Жемчужников відрядив у розвідку сотню уральських козаків під командуванням осавула Сєрова, посилену 1 гарматою. Поблизу кішлака Ікан сотня несподівано натикнулась на головні сили кокандської армії, які очолював регент Кокандського ханства мулла Алімкул, той прямував брати Туркестан. Козаки потрапили в оточення й упродовж двох днів (4 та 5 грудня) без їжі й води тримали кругову оборону, прикриваючись тілами убитих коней. За 2 дні осавул Сєров дав команду сотні пробиватись самостійно, козаки вишикувались в каре і з боєм пробились через кокандське військо на зустріч із висланим з Туркестана загоном та повернулись у фортецю.
Залишивши в Ауліє-ата гарнізон, Черняєв на чолі загону в 1298 чоловік рушив на Чимкент і взяв його штурмом 20 липня. Слідом було здійснено штурм Ташкента (114 верст від Чимкента), але його було відбито.
Дії Черняєва були досить жорсткими. Так, відомі мандрівники Микола Сєвєрцов та Чокан Валіханов висловили генералу рішучі протести. Після кількох запеклих суперечок з генералом Черняєвим Валіханов залишив службу й повернувся до Семиріччя.
1865 року зі знову зайнятого краю, з приєднанням території колишньої Сирдар'їнської лінії, було утворено Туркестанську область, військовим губернатором якої було призначено Черняєва.

#### ВзяттяТашкента
Чутки, що бухарський емір збирається заволодіти Ташкентом, спонукнули Черняєва зайняти 29 квітня невелике кокандське укріплення Ніязбек, яке панувало над водами Ташкента, а потім він із загоном в 1951 чоловік при 12 гарматах розмістився табором у 8 верстах від Ташкента, де під начальством Алімкула було зосереджено до 30000 кокандців при 50 гарматах. 9 травня Алімкул здійснив вилазку, під час якої був смертельно поранений. Його смерть негативно позначилась на обороні Ташкента, в місті посилилась боротьба різних угрупувань, а енергія в захисті стін послабла. Черняєв наважився цим скористатись та після триденного штурму (15—17 червня) узяв Ташкент, втративши 25 чоловік убитими та 117 пораненими, втрати оборонців були значно більшими.
8 травня 1866 під Ірджаром — урочищем на лівому березі Сирдар'ї, що розміщувалось між Чиназом і Ходжентом, відбулась перша крупна сутичка росіян з бухарцями, яка здобула назву Ірджарська битва. Ця битва було виграна російськими військами. Перемога відкрила росіянам шлях на Ходжент і на Джизак, які було взято того ж 1866 року.

Відрізаний від Бухари, Худояр-хан пристав 1868 року на запропоновану йому генерал-ад'ютантом фон Кауфманом торгову угоду, за якою росіяни в Кокандському ханстві й кокандці в російських володіннях набували права вільного перебування та проїзду, влаштування караван-сараїв, утримання торгових агентств (караван-баші), податки ж могли стягуватись у розмірі не більше 2,5 % від вартості товару.
1875 року на чолі невдоволених Худояром став кипчак Абдурахман-Автобачи, син страченого Худояром Мусульман-куля, (автобачи — придворний титул в ієрархії ханства), послідовний противник переходу Коканда під владу Росії, і до нього примкнули всі противники росіян і духовенство.
Повстання почалось на території сучасного Киргизстану. До повстанців приєднався старший син хана Насір уд-Дін-хан, а мулла Ісса-Ауліє, один із керівників повстанців, закликав до газавату проти росіян. В липні повстанці захопили Коканд, де до них приєднався другий син хана Худояра Мухаммед—Алім-бек. Сам Худояр втік до Ходжента.
Худояр втік і ханом було проголошено Насіра уд-Дін-хана. Повстанці проголосили за мету відновлення ханства в його старих межах від Ак-Мечеті з одного боку й до Пішпека — з іншого. Було оголошено священну війну, й численні загони кипчаків вторглись на нові російські території, зайняли верхів'я Зеравшана й околиці Ходжента. Були розгромлені невеликі гарнізони російських військ, поштові станції, убито російських чиновників. 8 серпня 1875 року почалась облога Ходжента.
В Ходженті перебували батальйон і дві роти піхоти, сотня козаків і батарея артилерії під командуванням полковника Савримовича, які змогли протриматись до 10 серпня, коли прибуло підкріплення з Ура-Тюбе на чолі з майором Скарятіним, яке допомогло відкинути тих, хто тримав місто в облозі, від міських воріт. 12 серпня полковник Савримович на чолі 4 рот, сотні козаків та дивізіону артилерії почав наступ на 16-тисячне кокандське військо, що знаходилось під командуванням Абдуррахмана Автобачи та стояло поблизу поселення Коста-Кола. Того ж дня в Ходжент прибув з Ташкента 1-й стрілецький батальйон з дивізіоном кінних гармат під командуванням підполковника Гарновського. Усвідомивши безперспективність подальшої облоги повстанці відступили від Ходжента. До 18 серпня російські війська на чолі з Кауфманом зосередились в Ходженті. Абдурахман Автобачи з 50-тисячною армією розмістився неподалік від Ходжента, поблизу фортеці Махрам на лівому березі Сирдар'ї (44 версти від Ходжента), але 22 серпня 1875 року генерал Кауфман (із загоном з 16 рот, 8 сотень та 20 гармат) узяв цю фортецю й цілковито розгромив кокандців, які втратили понад 2 тисячі убитими; втрати російської сторони обмежились 5 убитими й 8 пораненими. Автобачи втік до Маргелана.
29 серпня загоном Кауфмана без єдиного пострілу було зайнято Коканд, де здався Насір уд-Дін-хан, 8 вересня був зайнятий Маргелан. Втрачаючи одного союзника за одним, Абдуррахман Автобачи відступав. Наздоганяти його вирушив загін Скобелєва. 10 вересня солдати й козаки вступили до міста Ош. Абдуррахман з невеликою кількістю соратників сховався у горах.
22 вересня Кауфман уклав угоду з Насір уд-Дін-ханом, за якою хан визнавав себе слугою російського царя, зобов'язувався сплачувати щорічну данину в розмірі 500 тисяч карбованців та поступався усіма землями на північ від Нарина (Наманганське бекство на правому березі Сирдар'ї); з них було утворено Наманганський відділ. Угоду було складено за типом договорів з Бухарою та Хівою. Вона передбачала відмову хана від безпосередніх дипломатичних угод з будь-якою державою, окрім Росії.

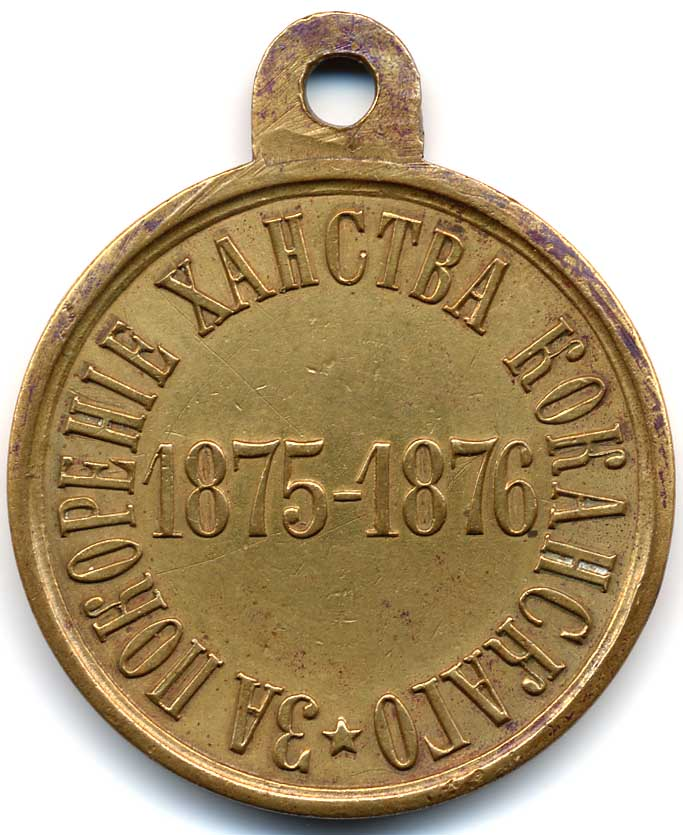
Медаль За підкорення Ханства Кокандського

Але щойно російські війська пішли, в ханстві спалахнуло повстання. Абдурахман-Автобачи, який врятувався втечею до Узгента, скинув Насір уд-Діна, який втік до Ходжента, й проголосив ханом киргиза Пулат-бека. Центром зосередження його військ стало місто Андижан. На початку жовтня загони генерал-майора Троцького здобули кілька перемог над киргизами, але не змогли взяти штурмом Андижан. Спалахнуло нове повстання в Коканді, і тепер уже Насреддін втік під захист росіян в Ходжент. Кокандці захопили Наманган, і російський гарнізон, укрившись в цитаделі, ледь зміг відбити штурм.
Начальник Наманганського відділу Михайло Скобелєв придушив повстання, підбурене в Тюря-Кургані Батир-Тюрею, але жителі Намангана, скориставшись його відсутністю, атакували російський гарнізон, за що Скобелєв жорстоко бомбардував місто.
Потім Скобелєв із загоном у 2800 чоловік вирушив на Андижан, який штурмував 8 січня, війська обстрілювали місто з гармат, близько 20 тисяч чоловік загинуло під завалами будівель. 10 січня андижанці зділись. 28 січня 1876 року Абдурахман здався та був засланий до Катеринослава. Наср-Еддін повернувся до своєї столиці, але через труднощі свого становища замислив залучити на свій бік ворожу до Росії партію та фанатичне духовенство. Внаслідок цього Скобелєв поспішив зайняти Коканд, де захопив 62 гармати й величезні запаси бойових снарядів (8 лютого).
19 лютого відбувся Вищий наказ про приєднання всієї території Кокандського ханства й утворення з неї Ферганської області. Військовим губернатором області став Михайло Скобелєв. Насір уд-Дін був засланий до проживання в межах імперії, як і його батько Худояр, який ще раніше оселився в Оренбурзі. Захоплений Пулат-бек був повішений в Маргелані.
Незважаючи на це повстання киргизів, які проживали на Алаї, тобто на високогірному плато, яке утворюється двома паралельними хребтами, що замикають долину Фергани з півдня, тривало ще півроку. Скобелєв у квітні та липні-серпні 1876 року здійснив експедиції на Алай та змусив предводителя киргизів, Абдул-бека, рятуватись втечею в кашгарські володіння, після чого киргизи були остаточно приведені до покори.

### ПідкоренняБухарського емірату

Прапор Бухарського емірату

Практично одночасно з російсько-кокандськими війнами почались і бойові дії з Бухарським еміратом. Цьому сприяли територіальні суперечки між Кокандом і Бухарою. Наср-Улла-хану, який помер 1860 року після тридцятичотирирічного правління, спадкував його син Сеїд-Мозаффар-Еддін-хан, за якого Бухарський емірат остаточно втратив своє значення та самостійність, потрапивши до васальної залежності від Росії.
Мозаффар-хан, який як і його батько ворогував із Кокандом, одночасно підтримував там партію Худояр-хана. Ці обставини призвели Мозаффар-хана до сутички з Росією, яка на той час вже завоювала міста Туркестан, Чимкент, узяла Ташкент і взагалі зайняла міцні позиції на Сирдар'ї, на землях, що раніше належали Коканду.

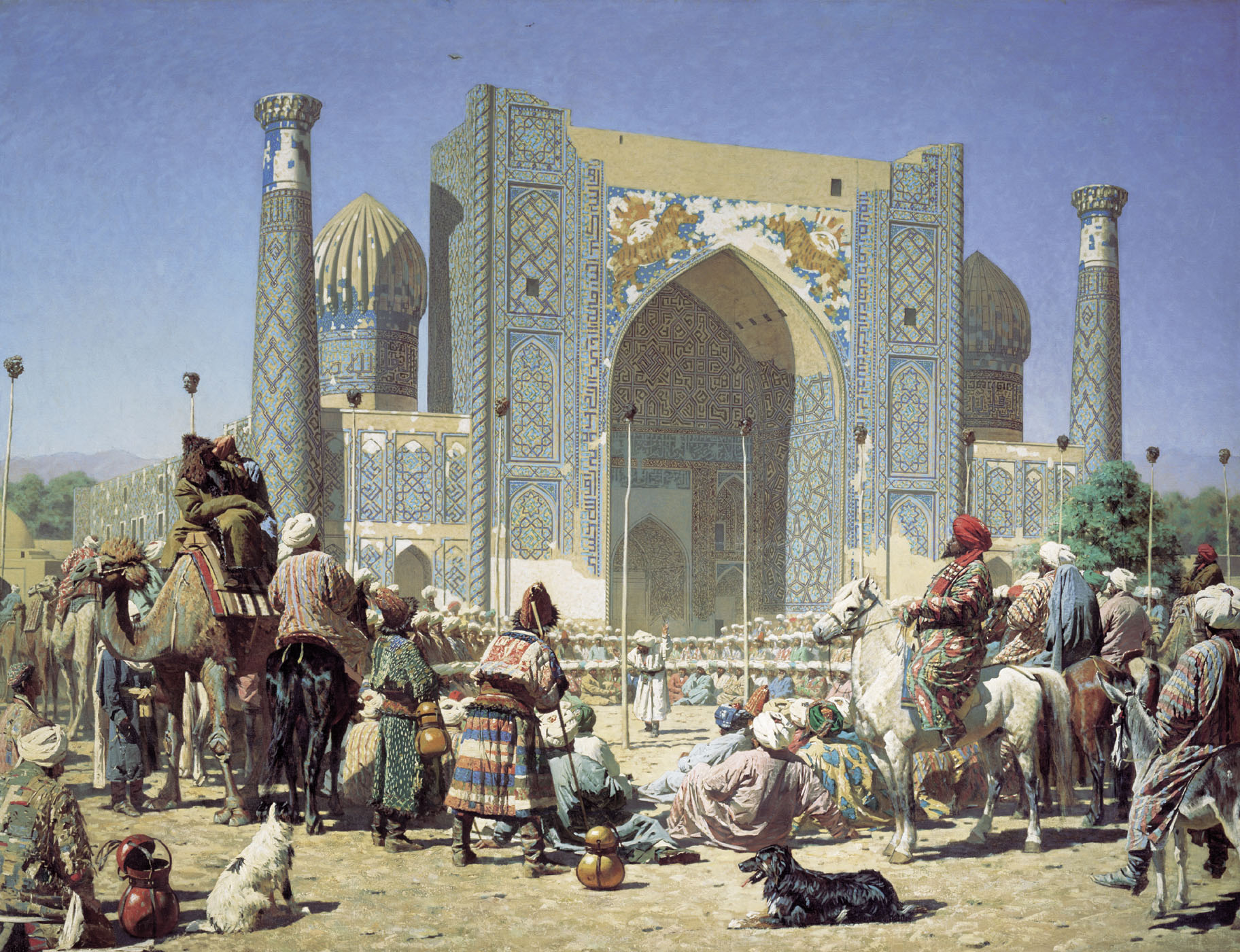
Торжествують (Василь Верещагін)

Зухвалий порядок дій бухарського еміра, який зажадав очищення Росією завойованої території та конфіскував майно російських купців, які проживали в Бухарі, а також образа російської місії, відрядженої для перемовин до Бухари, призвели до остаточного розриву. 20 травня 1866 року генерал Романовський із 2-тисячным загоном завдав бухарцям поблизу Ірджара, на лівому березі Сирдар'ї, першого і настільки рішучого удару, що вся армія еміра удалась до втечі, залишивши у руках переможця весь табір, багатий намет еміра й артилерію. Сам Мозаффар-Еддін тільки з великими труднощами зміг утекти в Джизак. Ірджарський погром страшенно розлютив бухарців, яких підбурювали мулли проти еміра; більшість із них приписували катастрофу його поспішній втечі та навіть звинувачували еміра в таємній змові з Росією. Через такий стан справ, під тиском громадської думки, емір мав поступитись загальному бажанню продовжувати війну з росіянами до останнього, що прискорило вирішення долі Бухарського ханства.

Самарканд (фото Сергій Прокудін-Горський)

У жовтні 1866 року росіяни взяли фортецю Ура-Тюбе, а невдовзі після цього здався і Джизак. Після цього туркестанським генерал-губернатором, генералом Кауфманом, були запропоновані бухарському еміру умови миру, проте останній, бажаючи виграти час, затягував під різними приводами перемовини і в той самий час, увійшовши у відносини із повсталим Джурабаї в Шахрі-сябзі, збирав війська для священної війни (газават). У той же час бухарські загони постійно чинили набіги на підкорену територію та навіть скоїли нічний напад на російський табір у Ключовому (під Джизаком).
Ці дії спричинили рішучі заходи проти Бухари у відповідь. 1 (13) травня 1868 року було віддано наказ вирушити на Самарканд. Через це поблизу Джизака було зібрано 25 рот піхоти, 7 сотень козаків і 16 гармат, разом 3500 чоловік; 1 травня загін вирушив до Зарявшанської долини. Бухарська армія в кількості 40—50 тисяч чоловік при 150 гарматах була розміщена на Чанайатинських висотах під Самаркандом. Підійшовши до Зарявшана й побачивши маси бухарців, які розмістились на горі та, ймовірно, наважились захищати переправу, командувач загоном наказав повідомити через відрядженого парламентера, що якщо емір не відведе свої війська за годину, то росіяни візьмуть позицію штурмом.
Тим часом на правому фланзі російських військ збирались маси бухарців, тож генерал Кауфман був змушений відрядити полковника Штрандмана з 4 сотнями козаків та 4 гарматами, щоб розсіяти їх. Незважаючи на гарматний вогонь з протилежних висот, козаки атакували бухарців, збили та гнали їх кілька верст.
Вже пройшло понад дві години, а посол еміра не повертався із відповіддю, й не було видно жодних приготувань з боку бухарців до відступу. Навпаки, вони відкрили вогонь з гармат і почали стягувати свої війська для найближчого захисту переправи через річку Зарявшан. Тоді генерал Кауфман висунув війська вперед двома колонами: генерал-майора Головачова й полковника Абрамова. Під сильним вогнем, до того ж під загрозою атак з флангів, обидві колони перетнули по груди у воді кілька рукавів річки Зарявшан та пішли на приступ ворожої позиції, яка була вся порита траншеями для стрільців. Коли російські війська, перетнувши останню притоку, кинулись на довгі лінії бухарців з багнетами, бухарці втекли, залишивши 21 гармату та безліч зброї. Втрати російських військ становили до 40 чоловік убитими й пораненими.
Наступного дня Самарканд здався генералу Кауфману. Жителі Самарканда не допустили бухарські війська, що тікали, до міста.

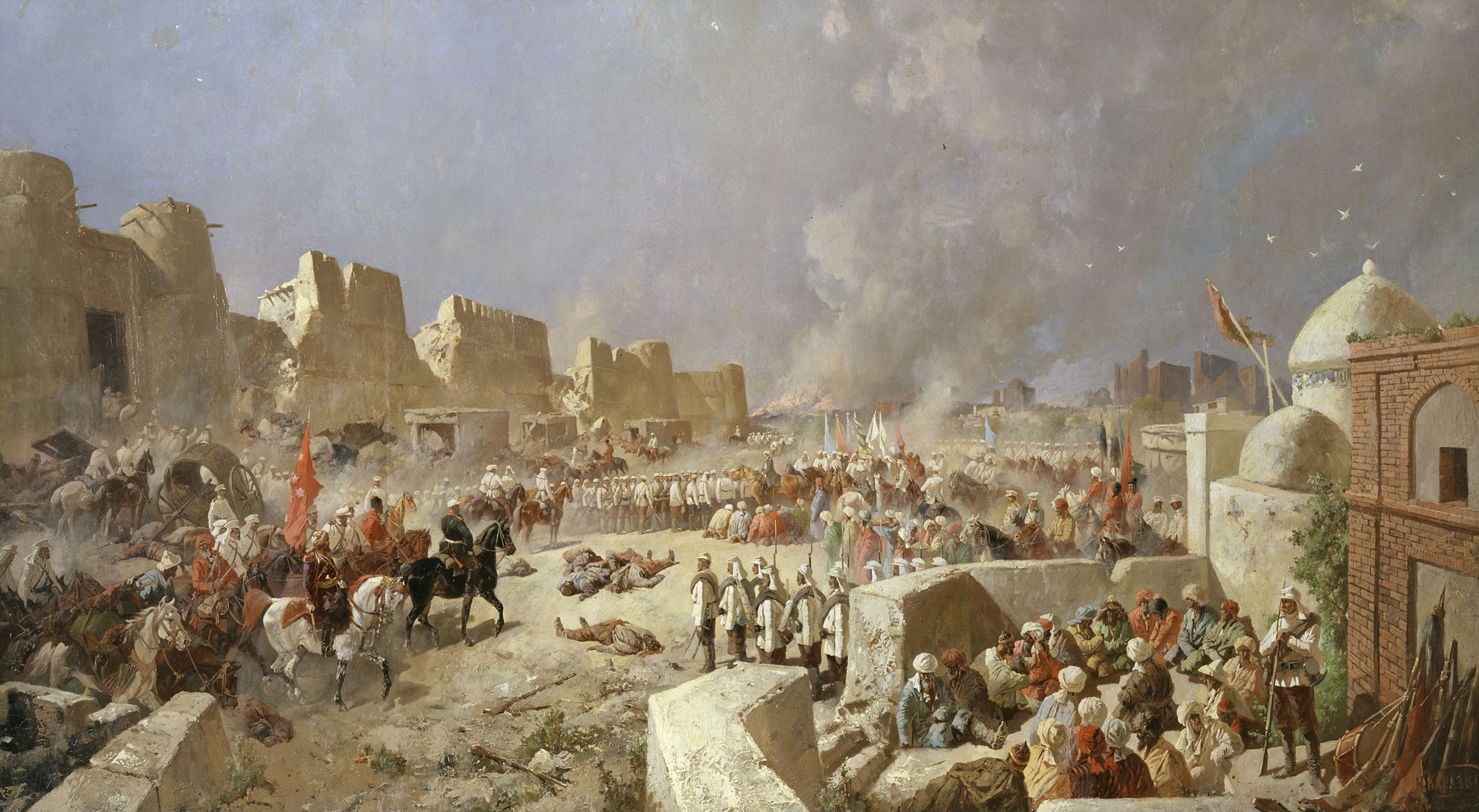
Вступ російських військ до Самарканда (Микола Каразін, Державний Російський музей)

Для зміцнення положення в долині Зарявшана генерал Кауфман відрядив у різні місця загони для розбиття бухарських скупчень та для заволодіння деякими укріпленими пунктами. Нарешті, й сам командувач військами був змушений вирушити 30 травня проти еміра, залишивши в Самарканді невеликий загін. В Самарканді залишилось 4 роти піхоти, одна рота саперів, 2 гармати та 2 мортири. Гарнізон перебував під командою майора Штемпеля і налічував 658 багнетів, в тому числі хворих і слабких, не взятих генералом Кауфманом з собою.
З уходом генерала Кауфмана жителі Самарканда, вбачаючи малочисельність залишеного гарнізону, легко сприйняли агітацію мулл. Вже вранці 1 червня на базарі гомонів натовп і летіло в росіян з дахів каміння, а за міськими стінами збирались величезні скупчення неприятеля, число якого, як потім з'ясувалось, сягало 65 тисяч чоловік.
Не маючи можливості захищати місто через малу чисельність своїх сил, майор Штемпель відступив у цитадель та розпорядився щодо приведення її в оборонне положення. В цитадель пішло багато єврейських родин та російські купці (Хлудов, Трубчанінов, Іванов та інші). Купці, а також відомий художник Василь Верещагін, який подорожував Середньою Азією, брали дієву участь в обороні цитаделі.
2 липня бухарці із дикими криками під звук зурн та барабанів увірвались до міста й розлились у всіх напрямках. Невдовзі вони величезним натовпом кинулись на стіни цитаделі, чіпляючись за них залізними гаками.
Особливо стрімкий напад було здійснено на самаркандську браму, яку вдалось підпалити; але завдяки енергійності прапорщика Маміка, удалось відбити кілька штурмів. Головні зусилля нападників були спрямовані проти бухарської брами, яку також було підпалено за допомогою кинутих під них двох мішків з порохом. Полковник Назаров, який за хворобою відстав від походу, побачив браму та прилеглі будівлі у вогні; жар перекидався на очеретові дахи сусідніх сакель. Для гасіння брами було викликано мисливців.
Безперервні упродовж цілого дня штурми, припинились із настанням темряви, й ніч пройшла спокійно. Для повідомлення генерала Кауфмана про скрутне становище обложених вночі був відряджений один відданий росіянам джигіт, який для цього переодягнувся на жебрака.
Наступного дня запеклі штурми тривали до 3 години, проте успіху не мали. До захисту брами та провалу в стіні було залучено хворих та поранених. Багато хто з них, перев'язавши свої рани, добровільно знову повертались, інші, хто отримав кілька поранень та стікав кров'ю, не бажали залишати своїх товаришів та залишались в строю. Ввечері, близько 6 години, штурми відновились. Комендант, майор Штемпель, вирішив, у разі необхідності відступити до палацу, який через це дієво приводився в оборонне положення. За неможливості встояти перед натиском неприятеля в цьому останньому оплоті, було вирішено, за загальною згодою, підірвати все, для чого в ніч на 4 червня до палацу було завезено весь порох і снаряди. 4, 5 й 6 червня неприятель хоч і здійснював поодинокі приступи, проте його енергія, ймовірно, послабилась. Через це гарнізон сам почав здійснювати вилазки та спалювати міські саклі.
7 червня від генерала Кауфмана було отримано звістку про те, що він рухається на допомогу форсованим маршем. Одразу ж ці відомості поширились гарнізоном.
8 червня бухарські війська з'явились передові козаки, а за ними генерал Кауфман із загоном увійшов до міста. Гарнізон втратив понад третину свого складу. Для покарання жителів було наказано спалити міський базар як головну частину міста.
Невдовзі після падіння Самарканда була взята сильна фортеця Катта-Курган, а 2 червня 1868 року емір зазнав остаточної поразки на Зерабулакських висотах і був змушений прохати в Росії миру. За мирною угодою 23 червня 1868 року Бухарське ханство мало поступитись Росії Самаркандським, Катта-Курганським, Пенджекентським та Ургутським бекствами, з яких два перших мали найкращі місця та землі долини Зеравшана. Окрім того, бухарський емір зобов'язався сплатити 500 тисяч карбованців військової винагороди, надати російським купцям свободу торгівлі в ханстві, захищати їхнє майно й особисту безпеку, дозволити заснування торгових агентств у всіх містах, стягувати податки за ввезені російські товари не більше 2.5 % від їх вартості й надати російським купцям вільний проїзд ханством до інших земель.
Таким чином ця угода завдала останнього й рішучого удару самостійності Бухарського ханства. З цього моменту бухарський емір неухильно виконував побажання російського уряду, який, у свою чергу, надавав йому підтримку під час смут і хвилювань, що спалахнули в Бухарському ханстві після завершення війни з Росією.

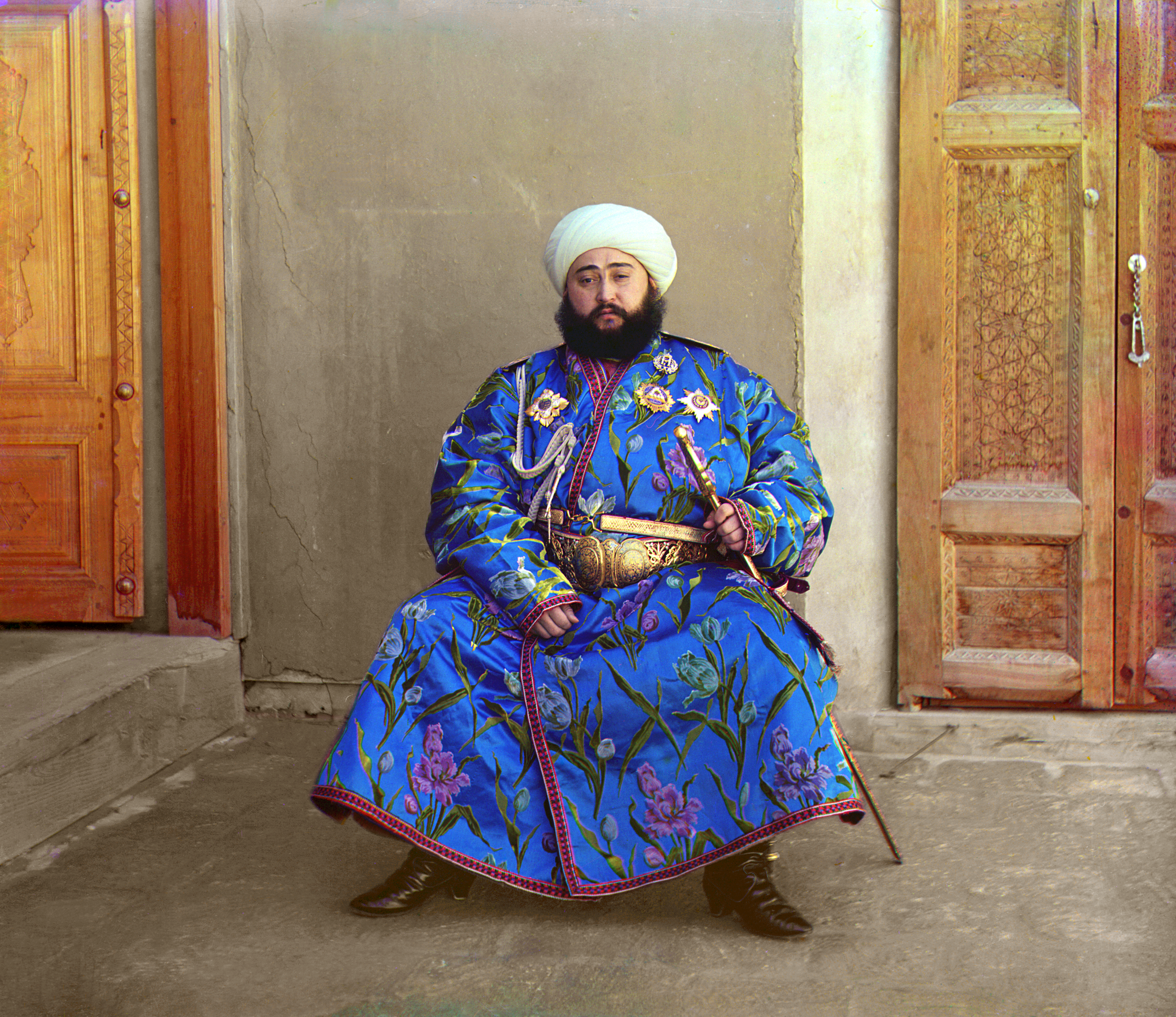
Бухарський емір Алім Хан (1880—1944)

Того ж 1868 року російські війська на прохання еміра розбили в Каршинському бекстві війська повсталих проти еміра Мозаффара з метою приведення на престол його старшого сина Катта-Тюря, й заволоділи містом Карші, яке одразу ж було повернуто еміру. 1870 року російські війська узяли штурмом заколотні міста Шаар і Кітаб, внаслідок чого все Шахрісябзьке бекство знову приєдналось до Бухари.
1868 року від території Бухари було відрізано 2047 км² (257 кв. миль) (з 200 000 населення) й утворено Зеравшанський округ (остаточно приєднано 1872 року).
Бухарське ханство оголошено у васальній залежності від Росії.
Іскандер-кульською експедицією 1870 року було приєднано до Росії території гірських бекств Матчинського, Фалгорського, Фарабського, Магіанського та Кштутського (244000 кв. миль, з 31500 жителів).
1873 року, в нагороду за поставку верблюдів та провіанту російським військам під час Хівинського походу, до Бухари було приєднано смугу землі, що належала Хіві, між урочищами Кукертлі та Ічке-Яр.
1876 року, внаслідок підтримки Росії, Бухара повернула бекства Гіссар та Куляб, а 1877 року розгорнула свої межі далі на південний схід, підкоривши, після незначного спротиву, Дарваз і Каратегін. Еміру Мозаффару, після його смерті, спадкував 1885 року його син, емір Сеїд-Абдул-Ахат-Хан.

### ПідкоренняХівинського ханства

Прапор Хівинського ханства

Оголошеною метою Хівинського походу 1839 року було припинення набігів хівинців на підвладну Росії територію, забезпечення спокою й торгівлі у степових областях та звільнення захоплених російських підданих. Начальство над експедиційним загоном було покладено на командира окремого оренбурзького корпусу, генерал-ад'ютанта Василя Перовського. Він обрав шлях на фортецю Ілецьку й далі через Усть-Урт (вся довжина шляху до Хіви визначалась у 1250 верст, реально ж перевищувала 1400 верст).
Виступ у похід було призначено в листопаді 1839 року; попереднього літа було заплановано облаштування на шляху прямування двох станів, які могли б слугувати опорними пунктами та складами продовольства: перший — на річці Ембі (500 верст від Оренбурга), другий — на річці Ак-Булак (150 верст від Емби). Експедиційний загін складався з 3 з половиною батальйонів піхоти й 3 полків уральських та оренбурзьких козаків (разом близько 4 тисяч чоловік) при 20 гарматах. Загін виступив на початку листопада чотирма ешелонами; рухались повільно через верблюдів (до 10 тисяч голів). До кінця місяці війська зосередились на річці Ілек (150 верст від Оренбурга), а 19 грудня прибули на перший стан. Морози за весь цей час сягали −30°C й нижче. Почала даватись взнаки сильна нестача в паливі та значні прорахунки в теплому одязі. З наближенням до Емби випав глибокий сніг; загону довелось рухатись без доріг. Здоров'я людей і коней було ще досить задовільним; але близько 20 % верблюдів виявились непридатними для подальшого шляху.

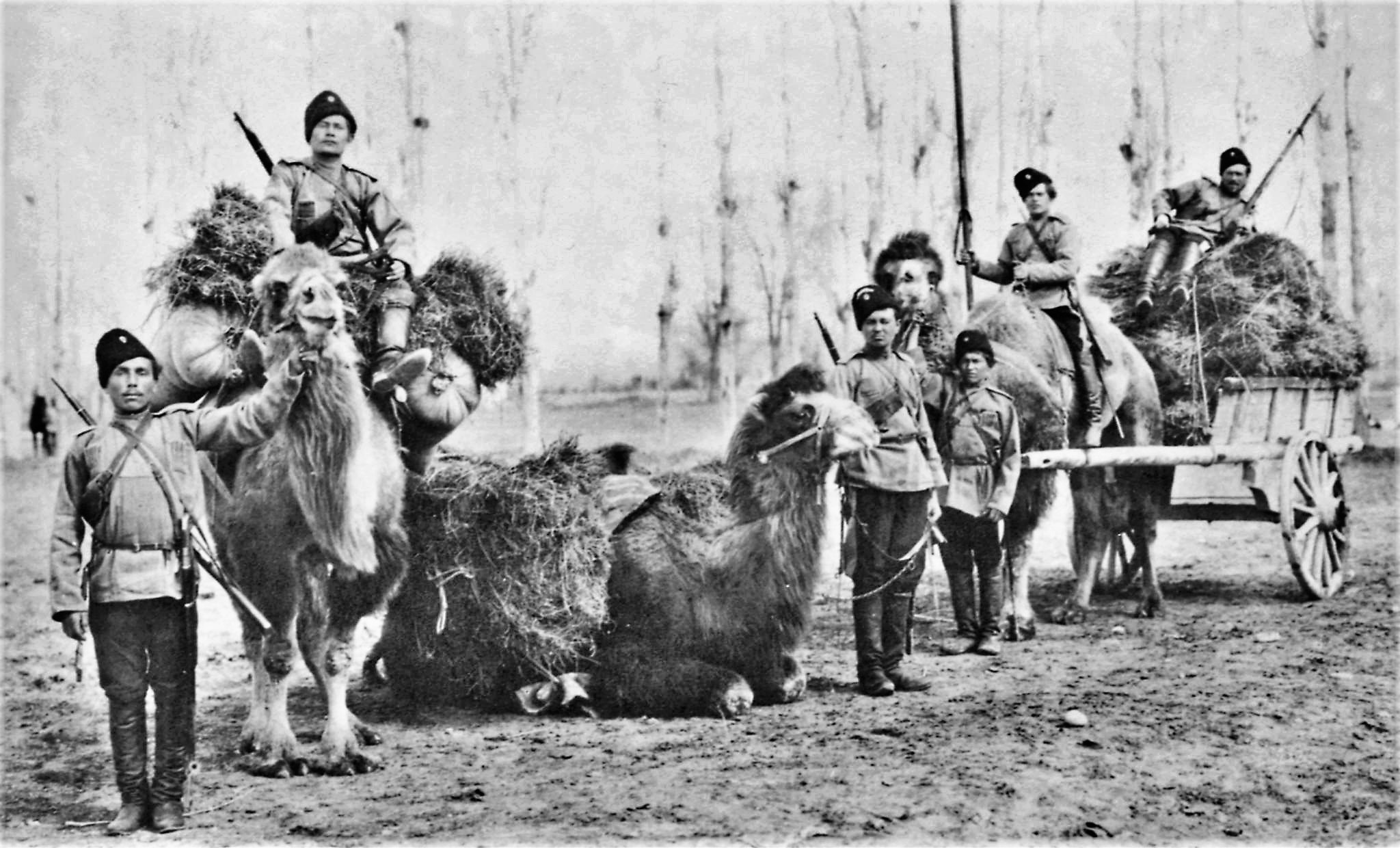
Загін козаків з верблюдами

У стані на Ембі довелось надати відпочинок на кілька днів. Тим часом у Хіві вже знали про похід, назустріч експедиції були відряджені кілька загонів хівинських військ. Один із них (до 2 тисяч чоловік) 18 грудня здійснив напад на зайнятий невеликим російським загоном передовий стан поблизу Ак-Булака, але був відбитий після доволі запеклого бою, в якому було втрачено близько 20 чоловік. 30 грудня 1-й ешелон військ генерала Перовського виступив з Ембінського укріплення, а у наступні дні — три решта. Труднощі пересування скоро зросли до крайнощів; глибокий сніг, бурани при 20° морозу, відсутність палива призвели до хвороб і смертей. При підході до Ак-Булаку в строю залишалось тільки 1900 чоловік, верблюдів 5200, але з них тільки 2500 були придатними для подальшого шляху. За таких обставин Перовський ухвалив рішення про скасування експедиції. Зворотний похід розпочався 4 лютого. 18 лютого загін перебував у вкрай скрутному стані; він підійшов до Ембінського укріплення, втративши за ці дні до 1800 верблюдів. На Ембі було зроблено вимушено тримісячну зупинку, оскільки було необхідно зібрати свіжих верблюдів. Тільки 20 травня почався рух від Емби до Оренбурга, куди загін увійшов 2 червня, везучи з собою 1200 хворих і втративши померлими понад 1000 чоловік.
Після успіхів у підкоренні Коканда й Бухари російський уряд не вважав можливим існування непідконтрольного Хівинського ханства поблизу від знову придбаних територій.
1869 року Шир-Алі-хан, розправившись зі своїми суперниками, став государем всього Афганістану. Російська влада припускала, що під впливом британської влади в Індії він наважиться створити в Середній Азії союз мусульманських володарів, спрямований проти Росії. У будь-якому разі хівинський хан відрядив на кордон з Росією свої війська. У зв'язку з цим наприкінці 1869 року під керівництвом генерала Столєтова було закладено форт Красноводськ на східному березі Каспійського моря.
Наступний хівинський похід було здійснено 1873 року під командуванням генерала Кауфмана. Було сформовано 4 загони (туркестанський, красноводський, мангишлакський та оренбурзький), загальною чисельністю близько 13000 чоловік, 4600 коней і 20000 верблюдів, які виступили наприкінці лютого й на початку березня трьома колонами з Джизака, Казалінська та з берегів Каспійського моря (загони мангишлакський та красноводський). Із загонів не дістався Хіви тільки красноводський. Після неймовірних труднощів переходу, страждаючи від спеки й пилу у безводних пустелях, загони, що з'єднались, підійшли до Хіви наприкінці травня. 28 травня 1873 року частина військ оренбурзько-мангишлакського загону під начальством генерала Верьовкіна підійшла до міста Хіви та заволоділа завалом і батареєю з 3 гармат під самою міською стіною; у 250 саженях від стін були закладені демортирну та мортирну батареї, які відкрили вогонь по місту.
В місті почались хвилювання, і хан наважився, не очікуючи на штурм, здати місто й вислати депутацію до Кауфмана з виявленням покори. Влада хана над туркменами та навіть населенням Хіви була, однак, настільки слабкою, що частина захисників міста продовжувала дієво готуватись до відсічі росіянам з боку Шах-Абатської брами. Увечері 28 травня генерал Верьовкін отримав сповіщення, що генерал Кауфман перебуває у 16 верстах від Хіви, та що неприятель вступив з ним у перемовини. Кауфман наказав припинити вогонь, якщо хівинці будуть триматись спокійно, а загону Верьовкіна наступного ранку переміститись до мосту Сарикупрюк для з'єднання з туркестанським загоном. Верьовкін, якого уповільнювало перевезення значного числа поранених, які були при загоні після 28 травня, відрядив 29 до Сарикупрюка тільки 2 роти, 4 сотні та 2 гармати; інші війська він залишив на зайнятих ними напередодні місцях. Вранці 29 травня Верьовкін зажадав здачі Шах-Абатської брами. Хівинські начальники, зважаючи на перемовини з Кауфманом, щохвилини очікували на його вступ до міста й відчинили для того Хазараспську браму, відмовились виконати вимоги Верьовкіна. Останній наказав зайняти браму силою. Було облаштовано пролом-батарею на 2 гармати, відстань до стіни виміряно кроками, браму пробито гранатами; 2 роти з 2 ракетними станками зайняли браму та прилеглу частину стіни.
Таким чином Хіву було зайнято військами оренбурзького загону у той час, коли з іншого боку Кауфман на чолі туркестанського загону й частини оренбурзького готувався до урочистого безперешкодного входу до міста через Хазараспську браму. Хан втік з Хіви до Хазавата, до туркменів, за допомогою яких сподівався продовжувати боротьбу, але 2 червня повернувся з виявленням покори.
Оскільки до планів російського уряду не входило приєднання всього Хівинського ханства, за ханом було залишено право управління країною. При ньому створено особливу раду, на яку покладено забезпечення продовольством російських військ та звільнення персів-рабів, яких у ханстві налічувалось до 15 тисяч

### Ілійська область
1871 року під час повстання дунган та уйгурів у Синьцзяні було приєднано Кульджинське султанство, яке розташовувалось у верхів'ях Ілі (Ілійська область).
За Петербурзькою угодою з Китаєм 1881 року російський уряд повернув Китаю Ілійську область, натомість отримав можливість мати свої консульства в Ілі (Кульджі), Тарбагатаї (Чугучаку), Кашгарі й Ургу.

### Приєднання Туркменістану
Осіле населення Хівинської оази підкорилась, проте хан був безсилим примусити до цього туркменів: виставляючи до 20 тисяч гарно озброєних, сміливих та войовничих воїнів, туркмени насправді правили Хівинською оазою. Їхня підпорядкованість хану була номінальною: вони не сплачували данини та безкарно грабували осіле населення. Небажання туркменів підкоритись вимогам Кауфмана та внести контрибуцію в 300 тисяч карбованців змусило застосувати силу. Для збору контрибуції Кауфман висунув 7 липня 1873 року в центр туркменських кочівних станів, до Хазавата, загін з туркестанських військ. Поблизу села Чандир (85 верст від Хіви) 13—15 липня відбулись запеклі бої. Низка поразок, які зламали опір туркменів, змусила їх безумовно підкоритись командувачу військами. Після остаточного примирення краю в Хіві 12 серпня було підписано умови миру з ханством: 1) повне умиротворення Казахського степу, 2) сплата ханом контрибуції в розмірі 2 000 000 карбованців, 3) припинення торгівлі невільниками та звільнення полонених-підданих Росії, 4) визнання себе ханом «покірним слугою імператора» та 5) нові земельні придбання, з яких 1874 року утворена Закаспійський відділ.
В Туркменістані в Ахаль-текінській оазі проживало 80000-90000 текінців. Всі експедиції проти них до 1879 року були невдалими. В січні 1880 року командувачем військової експедиції проти текінців був призначений генерал Михайло Скобелєв, який здійснив Ахал-текінську експедицію, узявши фортецю Денгіль-Тепе (Геок-Тепе) у січні 1881 року.
Невдовзі після взяття Геок-Тепе Скобелєвим були відряджені загони під начальством полковника Куропаткіна; один із них зайняв Асхабад, а інший пройшов понад 100 верст на північ, роззброюючи населення, повертаючи його до оаз та поширюючи заклик з метою найскорішого умиротворення краю. І невдовзі в Закаспійських володіннях Російської імперії було встановлено мир.
Генерал Комаров, будучи начальником всієї Закаспійської області (теперішній Туркменістан), звернув увагу на Мерв як на «гніздо розбою та руйнування, яке гальмувало розвиток ледь не всієї Середньої Азії». Наприкінці 1883 року він відрядив туди штабс-ротмістра Аліханова й текінця майора Махмут-Кулі-хана із пропозицією мервцям прийняти російське підданство. 25 січня 1884 року в Ашхабад прибула депутація мервців та піднесла Комарову прохання на ім'я імператора щодо прийняття Мерва до російського підданства і склала присягу.
Цей успіх спричинив заздрість і пересторогу англійців за свою першість впливу в Афганістані, вони спровокували афганців до вторгнення на спірні території на південь від Мерва, що призвело до бою на Кушці 18 березня 1885 року.
Цей міжнародний інцидент активно обговорювався в європейській пресі та, як думали в ті часи, поставив Росію на межу війни з Великою Британією.
Емір Абдуррахман, який у цей час був на зустрічі з лордом Дуфферіном в Равалпінді, намагався зам'яти те, що сталось, як дрібне прикордонне непорозуміння. Лорд Ріпон, впливовий член кабінету Гладстона, наполягав на тому, що будь-яка поступка з боку британців буде заохоченням відкритої російської інтервенції в Афганістан. Тим не менше війну було попереджено зусиллями дипломатів, які отримали від представників царя запевнення в намірах поважати територіальну цілісність Афганістану в майбутньому.
Для врегулювання інциденту було започатковано російсько-англійську прикордонну комісію, яка й визначила сучасний північний кордон Афганістану. Представники еміра в її роботі участі не брали. Поступки російських представників були мінімальними. Росія зберегла відвойований Комаровим клаптик землі, де у подальшому було засновано місто Кушка. Воно було найпівденнішим пунктом як Російської імперії, так і СРСР.

## Встановлення російського контролю над Паміром
Демаркація західної ділянки північного кордону Афганістану була здійснена за російсько-британською угодою, підписаною 10 (22) липня 1887 року в Петербурзі. Проте від озера Зоркуль, розташованого в глибині Паміру, далі на північний схід у бік Китайського Туркестану кордон встановлено не було. Це відкривало британцям доступ на Памір, а росіянам — доступ до північно-західної частини Гіндукуша й далі, в Дардистан (область в басейні верхнього Інда). В Дардистані, розташованому в безпосередній близькості до Паміру, існувала низка дрібних, фактично незалежних державних утворень (Хунза, Нагар тощо). В басейні верхньої Амудар'ї Шугнан, Рошан та деякі інші памірські ханства то визнавали над собою владу Бухарського й Кокандського ханств, то підкорялись Афганістану, то намагались здобути незалежність. На схід від цих ханств, на памірських нагір'ях, кочували киргизи, які номінально підпорядковувались Китаю, але фактично зберігали повну незалежність.
Російська влада не бажала допустити, щоб Памір було поділено між Великою Британією та Китаєм, і вирішила зайняти його. Для цього влітку 1891 року в Маргелані було сформовано спеціальний загін, що складався з мисливців (добровольців) з 2-го, 7-го, 15-го, 16-го й 18-го Туркменських лінійних батальйонів та 24 козаків з 6-го Оренбурзького полку під командуванням полковника Михайла Іонова.
Загін Іонова дійшов до Базаї-гумбаза поблизу північного підніжжя Гіндукуша. Тут між 14 і 17 серпня 1891 року відбулась його зустріч із британською експедицією Френсіса Янгхазбенда. Ще раніше, поблизу перевалу Беїк, загоном Іонова був заарештований британський лейтенант Девінсон, якого відправили під конвоєм до Маргелана. З Янгхазбенда Іонов узяв письмове зобов'язання залишити Памір і більше там не з'являтись, погрожуючи, що, у разі відмови, він буде змушений застосувати силу. Янгхазбенду довелось підкоритись. Після цього загін Іонова вирушив у зворотному напрямку, до міста Ош. У зв'язку з цим інцидентом британський посол в Петербурзі заявив протест і почались тривалі дипломатичні перемовини.
Після відходу загону Іонова китайці й афганці знову почали хазяйнувати в долинах річок Оксу та Алічур, що змусило туркестанську адміністрацію 1892 року знову відрядити загін Іонова на Памір. В його складі тепер було чотири піхотні роти добровольців, три сотні козаків з 6-го Оренбурзького полку, двогарматний взвод Туркестанської кінно-гірської батареї й команда саперів.
2 червня 1892 року загін Іонова виступив з Маргелана й 17 червня прибув до озера Рангкуль, де розміщувався китайський загін, що втік при наближенні російських військ. 27 червня загін розбив табір на березі річки Оксу(Мургаб) поблизу її злиття з річкою Акбайтал неподалік від урочища Шаджан. Тут Іонов отримав відомості про місцезнаходження афганського посту біля впадіння річки Алічур до озера Яшилькуль та про напад (що готувався) китайської кінноти на свій загін у разі його просування до озера. Іонов вирішив напасти на афганців, а капітана Скерського відрядив проти китайців. Скерський вибив їх з укріплення Ак-Таш у верхів'ях річки Оксу, а Іонов, після рукопашної сутички 12 липня, знищив афганський пост під Сума-Ташем, біля озера Яшилькуль в долині річки Алічур.
Після цього 25 липня Іонов вирушив назад на Оксу (Мургаб). Тут, на місці попереднього бівака, він заклав укріплення й відрядив капітана Скерського з півсотнею козаків для розвідки окремих районів Паміру, де знову з'явились китайці. 25 серпня Іонов вирушив до Фергани, залишивши в новому укріпленні Шаджанський загін (160 чоловік піхоти й 40 козаків) капітана Кузнєцова. Кузнєцов налагодив з китайцями дружні відносини. Навесні 1893 року його замінив новий загін під командуванням капітана Зайцева.
Навесні 1893 року афганці почали з'являтись у Шигнані й Рушані, збираючи з місцевого населення данину. У зв'язку з цим до цього району було відряджено штабс-капітана Сергія Ванновського з двома офіцерами й десятьма нижніми чинами. В серпні 1893 року загін поблизу кишлаку Ємц зустрівся з афганським загоном Азанхана, який у 5 разів переважав загін Ванновського та не пропускав його в бік Ванча. В результаті відбулась сутичка. Афганці відступили.
1894 року на Памір були відряджені підкріплення під командою Іонова, вже в чині генерал-майора. Загальні підпорядковані йому сили на той момент складались із 21 офіцера, 411 нижніх чинів та 119 козаків. У травні 1894 року Іонов отримав відомості про появу збройних афганців в Шигнані й Рушані та негайно відрядив туди два загони: підполковника Миколи Юденича — річкою Гунт і капітана Скерського — річкою Шахдарою, до впадіння обох річок в Пяндж. У той же бік було вислано козацький роз'їзд капітана Александровича.
Шахдаринський загін (12 чоловік піхоти, 20 козаків, 2 гармати) 22 липня прибув до кордону Шигнану, де його радісно зустріли місцеві мешканці на чолі з сином правителя, який приєднався до загону. Однак, підійшовши до фортеці Рош-Кала 28 липня, загін наткнувся на вогонь афганців. 31 липня Скерський спрямував до фортеці два загони, й афганці залишили Рош-Кала. Потім до них підійшло підкріплення, але й до загону Скерського прибула команда капітана Еттінгена, у якого було 60 піхотинців, 12 козаків і пара пускових станків з 32 осколково-фугасними ракетами. Після цього з 4 до 8 серпня 1894 року афганці кілька разів намагались атакувати росіян, але щоразу потрапляли під їхній вогонь і відступали. 9 серпня афганці скрито пішли.
27 лютого (11 березня) 1895 року в Лондоні посол Росії та міністр закордонних справ Великої Британії обмінялись нотами з питання розділу сфер впливу на Памірі. Частина Паміру відійшла до Афганістану, частина — до Російської імперії, а частина — до Бухарського емірату, підконтрольному Росії. Сфери впливу Росії та Великої Британії розділив Ваханський коридор, відданий Афганістану. Російська експансія в Середній Азії на цьому завершилась.

## Етнічний склад

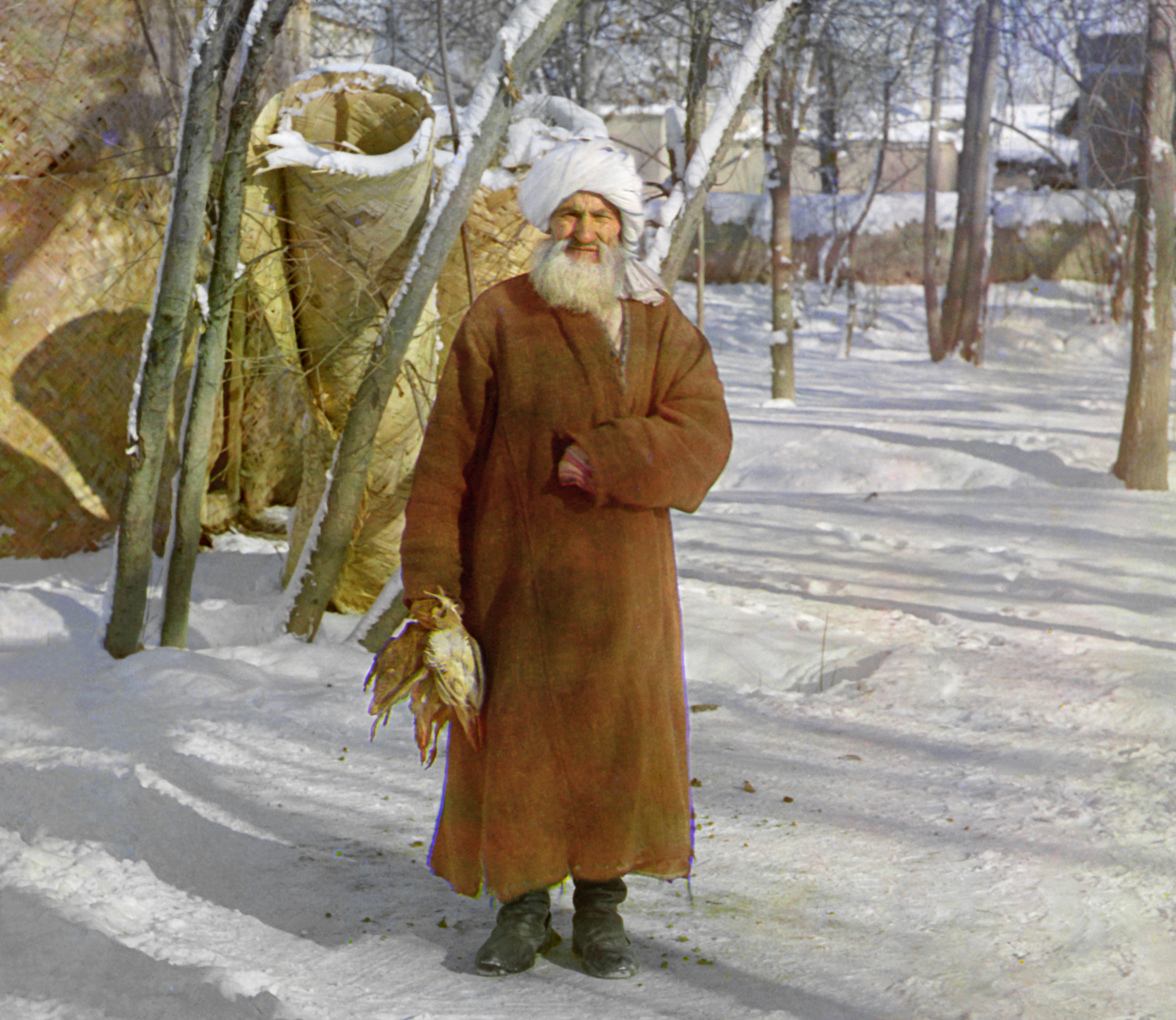
Старий сарт (таджик) (Сергій Прокудін-Горський)

Порівняння етнічного складу Середньої Азії часів Російської імперії й нинішнього здатне спричинити деяку ніяковість у зв'язку з тим, що в офіційних урядових документах вживались найменування, відмінні від самоназви тих чи інших народів, а також у зв'язку зі згадкою народів, які нині увійшли в титульні народи республік Центральної Азії або асимільованих з ними. Цьому сприяла й довільна нарізка кордонів під час організації середньоазійських радянських республік, коли представники фактично одного народу, поділеного між двома республіками, були «записані» в різні національності.
За часів Російської імперії етнічний склад середньоазійських володінь виглядав таким чином:
- Киргизи, Киргиз-козаки чи Киргиз-кайсаки (вживались також йменування — зауральські киргизи, кочові киргизи, рівнинні чи степові киргизи) — під цими йменуваннями розумілись казахи, які кочували на території нинішнього Казахстану й території суміжних з ним російських областей, а також на території Голодного степу та Каракалпакії, які частково увійшли до складу Узбекистану. Іноді серед казахів виділяли в окремі народи племена — найманів, ногайців, адаїв.
- Сарти — загальне найменування узбеків і таджиків, які заселяли територію колишнього Кокандського ханства й васального Бухарського емірату. Настільки вільне об'єднання двох різних народів було спричинено головною та більш важливою в поглядах царської адміністрації відміною — кочовим образом життя киргизів й осілим — узбеків і таджиків. Іноді сартів розділяли на власне сартів (тобто узбеків) і сартів-таджиків, оскільки корінна відміна між тюрками узбеками та іраномовними таджиками все ж не могла лишитись непоміченою. Окрім цього серед сартів російські етнографи розрізняли курама — напівкочових узбеків.

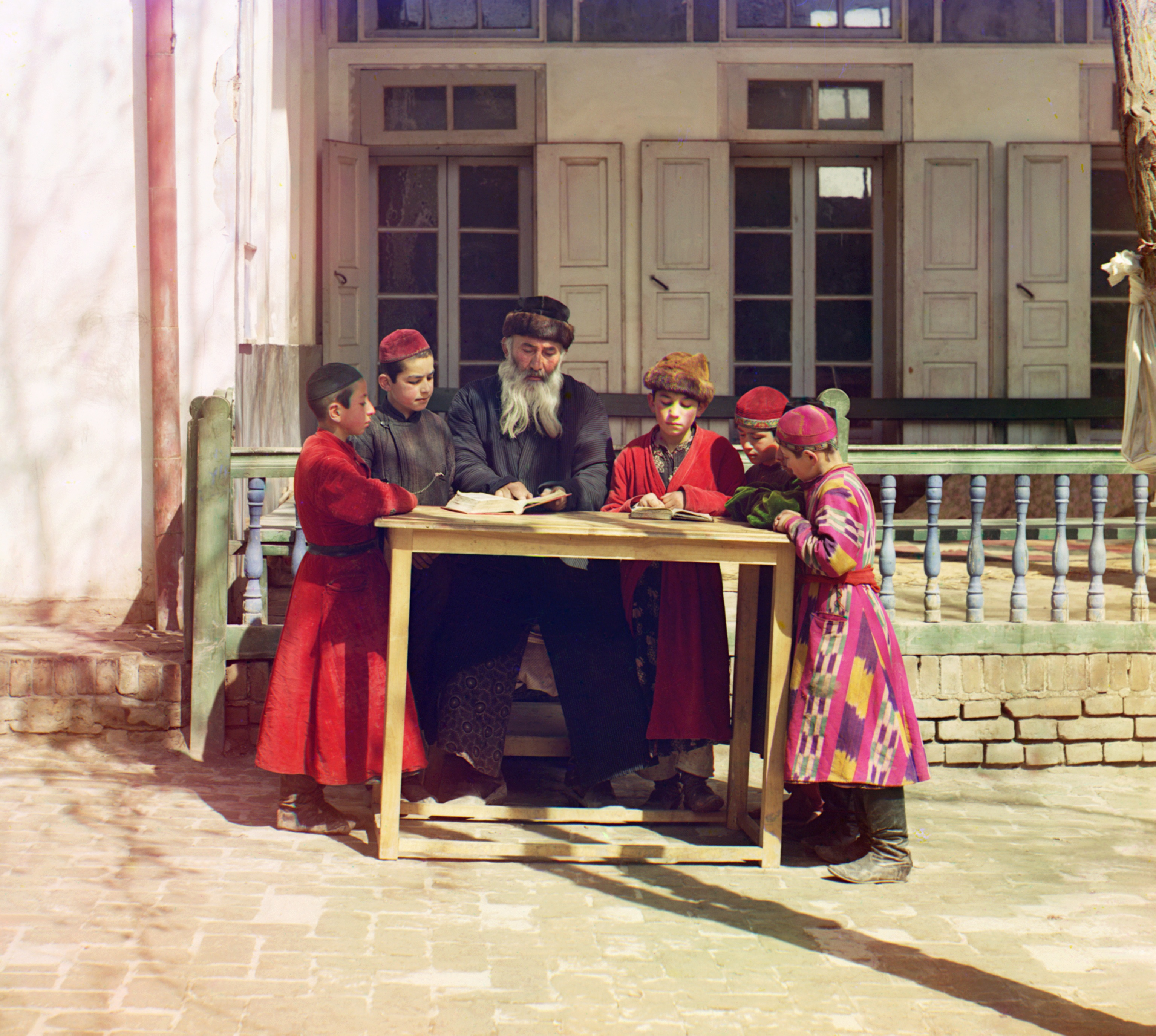
Бухарські євреї — група єврейських хлопчиків з учителем в Самарканді (Сергій Прокудін-Горський)

- Кара-киргизи чи гірські киргизи (алайські киргизи чи алатавські киргизи) — власне киргизи теперішнього Киргизстану.
- Кипчаки — кочове населення колишнього Кокандського ханства, що посідало панівну роль в його управлінні, у порівнянні з осілими сартами й кочовими киргизами. Власне кипчаків як окремого народу до кінця XIX століття не існувало, під кипчаками розумілись роди узбеків, казахів та киргизів, які посідали ключові позиції в управлінні ханством.
- Татари — татари Поволжя відігравали значну роль у торгових відносинах між російськими містами, казахами, середньоазійськими державами, завдяки своїй приналежності до мусульманської віри та спільності мови і в той самий час приналежності до російської держави. Практично в кожному місті російської Азії існували татарські райони; практично в кожному місті Казахстану перші мечеті було зведено на кошти татарських купців. Частина татар служила в козацьких військах.
- Туркмени — кочове населення Хівинського ханства й Ахал-Текінської оази, на відміну від правлячих у Хіві осілих сартів.
- Каракалпаки — іноді дослідники не виділяли їх в окремий народ, відносячи до кочових киргизів чи кипчаків.
- Бухарські євреї — традиційне населення міст Бухарського й Кокандського ханств. За деякими легендами з'явились у Середній Азії за часів Ассирійського царства, яке переселило полонених юдеїв до підвладних азійських міст. * Після поразки уйгурсько-дунганського повстання 1862—1877 років та виведення російських військ із Кульджі 1881 року до Семиріченської області перейшли кілька десятків тисяч уйгурів та дунганів.

## Російськаколоніальна політика

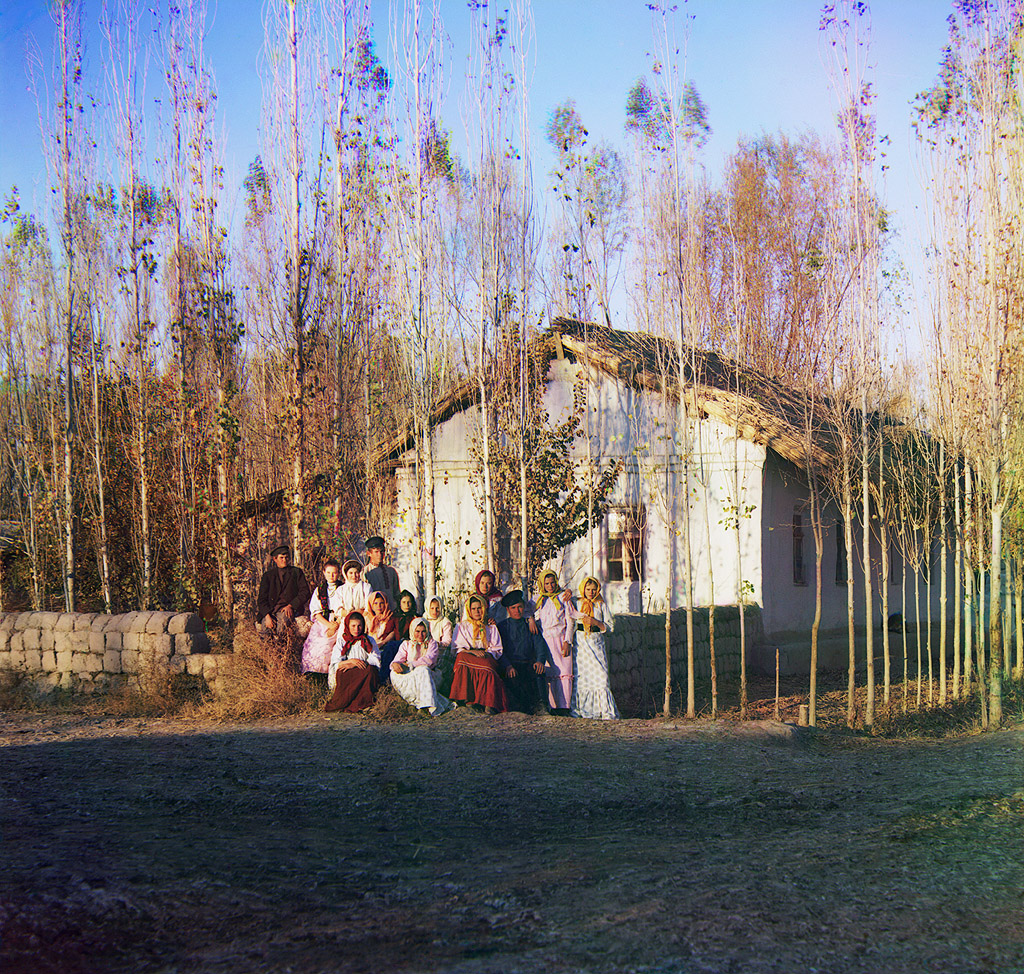
Переселенський хутір. Середня Азія (фото Сергій Прокудін-Горський)

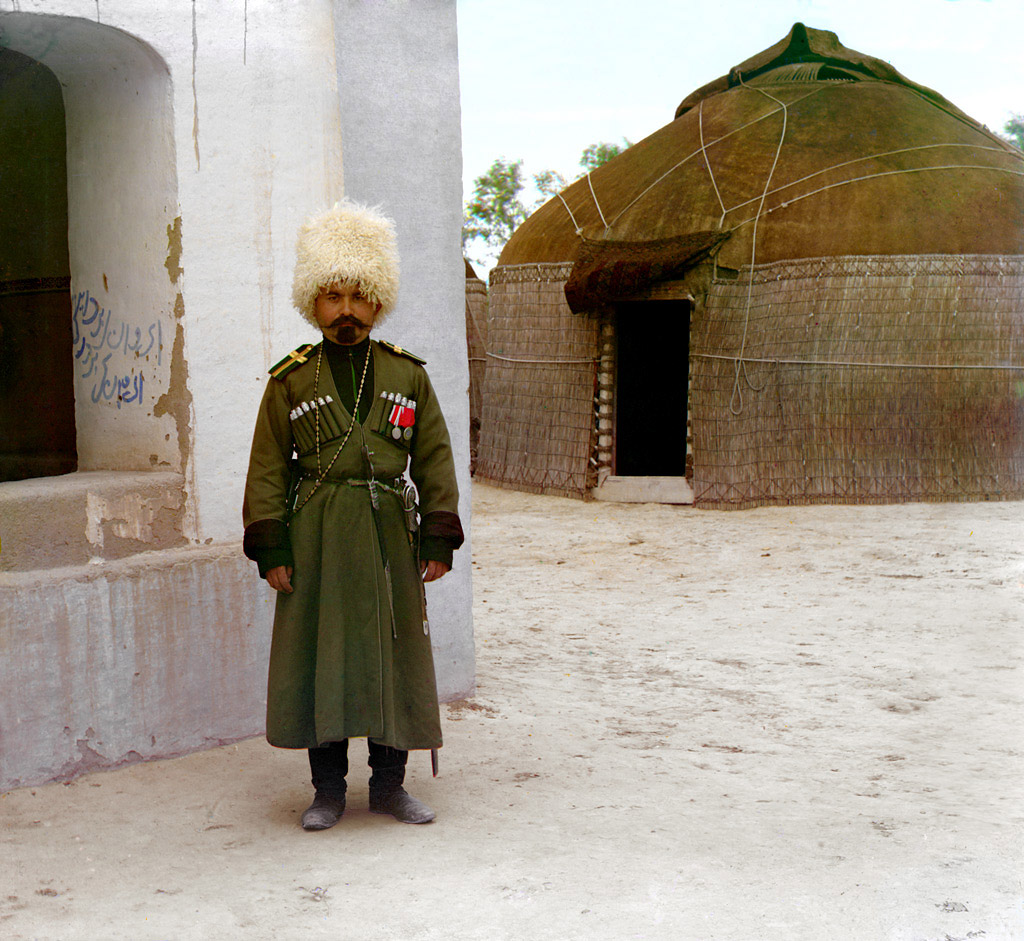
Семиріченський козак (фото Сергій Прокудін-Горський)

Управління значними територіями Середньої Азії було складним. Не вистачало ані ресурсів для організації адміністрації, ані підготовлених чиновників. На одного чиновника в Середній Азії припадало 2112 чоловік за середнього значення по країні — 707.
Області було розділено на округи, волості, аули (кишлаки). Аул мав у своєму складі від 50 до 70 кибиток, 10—12 аулів утворювали волость, 10—15 волостей — округ, що мав визначену територію. Старші султани, за якими уряд зберігав адміністративну владу, в основному були покликані забезпечувати зміцнення позицій уряду.
На чолі волостей стояли волосні султани, які прирівнювались до к чиновників 12 розряду, на чолі аулів — аульні старшини, які у своїх правах прирівнювались до сільських старост. Вибори місцевої адміністрації та призначення на нижчі адміністративні посади з числа місцевого населення: волосних управителів, п'ятидесятників, кишлачних та аульних старост, старост міст (курбаші) та старшин родів, султанів, місцевих суддів (казій та біїв), толмачів (перекладачів), — перетворювались на аукціони, оскільки вкладені у підкуп кошти у подальшому окупались системою хабарів і подарунків. При цьому самі вибори могли бути скасовані царською адміністрацією у будь-який момент. Один із показових випадків, коли Валіханов 1862 року, бажаючи покращити життя своїх земляків, був обраний султаном, але генерал-губернатор скасував підсумки виборів без пояснення причин
Позбавивши мусульманське духовенство державної підтримки, російська влада первинно не втручалась до релігійного життя місцевого населення. Духовенство після завоювання було цілком звільнено від подушного податку, але права вакуфів були обмежені. Вони обкладались земельними та іншими податками, від яких раніше були звільнені. Частина вакуфних земель була конфіскована до державного земельного фонду. Посада верховного судді — казі-калона була скасована. Під приводом епідемій в Аравії, царська влада до 1900 року забороняла паломництво до Мекки, що давало величезні прибутки місцевому духовенству. Мусульманське духовенство, остерігаючись адміністративних заходів, уникало відкритої антиросійської агітації в мирний час.
До кінця XIX століття почалось переселення на туркестанські землі селян із російських та українських губерній. Селяни-переселенці мали отримувати на нових місцях по 30 десятин землі на душу. Цей процес посилювався у голодні роки й особливо з початком столипінських реформ. Відповідно до перепису 1897 року російське населення Туркестану становило близько 700 тисяч чоловік з 8 мільйонів (без урахування Уральської області та Букеєвської орди). Понад половину його проживало в Семиріченській та Сирдар'їнській областях.